# Der Vielgeliebte und die Vielgehaßte
Der Vielgeliebte und die Vielgehaßte ist eine historische Doppelbiographie der deutschen Schriftstellerin Clara Viebig. Hauptfiguren der gegen Ende des 18. Jahrhunderts in Berlin spielenden Handlung sind die historischen Figuren Wilhelmine Enke, spätere Gräfin Wilhelmine von Lichtenau und König Friedrich Wilhelm II. von Preußen. Viebig zeichnet in einer Epoche des deutschen Umbruchs die Beziehung zwischen dem König und einer von Volk und Adel verunglimpften Frau nach, die als "die preußische Pompadour" bezeichnet wurde.

## Handlung
Bei einem Gang durch den herbstlich-trüben Park von Sanssouci hängt Friedrich II. seinen Gedanken nach. Die wichtigste Sorge des ungeliebten, verbitterten preußischen Herrschers ist die Zukunft seines Staates. Er befürchtet, dass sein Nachfolger, Prinz Friedrich Wilhelm II., nur allzu leicht den Einflüsterungen von Höflingen und Mätressen erliegen könne und das in harten kriegerischen Auseinandersetzungen erkämpfte Staatsgebiet nicht konsolidieren werde. Der liederlich lebende Neffe und Erbe ist bereits zum zweiten Mal verheiratet und bekannt für außereheliche Beziehungen, während er sich in der Politik desinteressiert und linkisch verhält. Der Onkel sorgt sich:

„Fünfzig Millionen werden sich nach seinem Tode im Staatsschatz finden […], aber Feste über Feste, Weiber immer Weiber, Schulden über Schulden, wie lange werden da die Millionen vorhalten? Schmeichler haben das Vertrauen des Königs, Huren regieren.“

Plötzlich tritt Wilhelmine Enke an Friedrich heran. Der König kennt und verachtet diese Geliebte seines Neffen, die mit dem Prinzen einen Sohn hat. Wilhelmine bittet den König, dem Sohn Alexander einen Titel zu verleihen. Friedrich weist die Frau in harschem Ton ab:

„Sie ist die Demoiselle Enke, glaubt sie, ich weiß nichts von ihr? […] Mische Sie sich nicht ein in die Affären zwischen mir und meinem Neveu. Überhaupt in keine Affären. Weiber sind untergrabende Maulwürfe, böse Schmeißfliegen, man schaffe sie sich vom Halse, lasse sie Erde karren in Spandow!“

Rückblickend wird Wilhelmines Kindheit dargestellt: Vater Elias Enke, Waldhornist in der königlichen Kapelle, kann kaum die Familie über Wasser halten. Mutter Enke erhofft für ihre Töchter ein besseres Leben und hat deshalb nichts dagegen einzuwenden, dass die große Tochter Renate zahlreiche adelige Verehrer empfängt. Als Statistin beim Theater gelingt es ihr tatsächlich, den Grafen Matuschka zur Heirat zu bewegen, wobei die Ehe unglücklich enden wird. Gegen den Willen des aufgebrachten Vaters führt Renate die kleine Wilhelmine in ihr Haus ein, wo diese die Umgangsformen der höfischen Berliner Lebewelt aufnimmt und als Elfjährige den Prinzen kennenlernt. Friedrich Wilhelm II. ist von dem Kind angetan und versichert ihr, sie könne auf ihn zählen.

Die überaus wissbegierige Wilhelmine wird zunächst von dem Prinzen unterrichtet. Er lässt sie später bei den Eltern seines Kammerdieners Johann Friedrich Rietz einziehen, um ihr jederzeit nahe sein zu können. Wilhelmine genießt dieses Leben, aber in ihre Freude mischt sich die Trauer über die Trennung von der Familie und das Zerwürfnis mit dem Vater, der den Lebenswandel seiner Töchter scharf missbilligt. Später wird Wilhelmine schmerzlich erleben müssen, dass der Vater verstirbt, ohne ihr verziehen zu haben. Nach einem einsamen Tag Wilhelmines geschieht das, was Friedrich Wilhelm erwartet hat: Die Herangewachsene fällt dem Prinzen in die Arme und wird seine Geliebte. Friedrich Wilhelm wiederholt in Schriftform seinen Schwur: 

„Und mit seinem tröpfelnden Blut schrieb er’s ihr nieder: ‚Ich werde dich niemals verlassen. Bei meinem fürstlichen Ehrenwort, dein treuer Freund bis zum Tode.‘“

 Die Liaison soll tatsächlich bis zum Tode des späteren Königs fortbestehen, auch wenn Friedrich Wilhelm II. zahlreiche weitere Beziehungen pflegt. – Der Prinz schenkt Wilhelmine ein Landhaus in Charlottenburg, wo er sie und die gemeinsamen Kinder, Alexander von der Mark und Marianne von der Mark, immer sehen kann. Dort findet er das Familienleben, das ihm weder seine Ehefrau noch andere Geliebte geben können, zumal er seinen Sohn Alexander zärtlich liebt. Indes wird die Enke im Volk verteufelt. Man munkelt, sie beute den Prinzen schamlos aus. Bei Hofe ist man froh, als der Prinz auf die Hofdame Julie von Voß aufmerksam wird, da man die bürgerliche Enke unbedingt verdrängen möchte.

Tatsächlich willigt der Prinz in eine Ehe ‚zur linken Hand‘ mit der Voß ein, außerdem verlangt seine Gattin, man solle die Enke dazu drängen, Berlin zu verlassen oder einen Bürgerlichen zu heiraten, damit ihr verhasster Name verschwinde. Wilhelmine sträubt sich zunächst. Schließlich willigt sie in eine Ehe mit dem ungeliebten, zum geheimen Stadtkämmerdiener beförderten Rietz ein, der als Intrigant eine bedrohliche Rolle spielt. Diese Ereignisse fallen zusammen mit dem Tod des alten Königs und der Thronbesteigung des Prinzen. Er heiratet tatsächlich Julie von Voß und erhebt sie zur Gräfin Ingenheim. Wilhelmine ist unglücklich, denn sie liebt unvermindert den ‚Dicken Willem‘, wie er nun vom Volk bezeichnet wird. Bei der Bestattung des alten Königs wird sie vom Pöbel bedrängt: 

„‚Die Enke, die Enke!‘ – nah und näher schiebt sich’s heran – Püffe mit Ellenbogen, Knüffe in den Rücken – kein Respekt im Gedränge vor Seide und Spitzen – schon hängt der Rocksaum, abgetreten, beschmutzt. Widerwillig sich öffnend ein schmaler Spalt, kaum daß man durchgeschlüpft ist, schließt sich ein zweiter; abermals diese Menschenmauer, schwarz, fest, nicht zu durchbrechen. Menschenmassen: Gewitterwolken, die sich zu entladen drohen. ‚Die Enke, die Enke!‘ Der Pöbel erregt sich, nur der Zweck seiner Ansammlung bändigt ihn noch. Keine lauten Drohrufe, aber dumpfes Murren; das wilde Tier murrt, Wilhelmine fühlt seinen widrigen Atem.“

 Mit der Thronbesteigung erlangt Friedrich Wilhelm Beliebtheit beim Volk, da er großzügig Orden verleiht und vor allem die verhasste Kaffeesteuer und das Tabakmonopol abschafft: „‚Der Vielgeliebte‘, so hieß der König jetzt allgemein, aber – […] die Ersparnisse Friedrichs würden nicht lange vorhalten. Wer zahlte die Schulen? Und wozu dieses Schwänzeln um Rom?“ Den beiden spiritistisch-mystischen Spielereien zugeneigten Berater Hans Rudolf von Bischoffwerder und Johann Christoph von Woellner werden wichtige Positionen zugeschanzt, da der König ebenfalls eine spiritistische Geisterneigung hat. Politisch bewandert ist lediglich der Minister von Herzberg, den er vom alten Friedrich übernommen hat. Dieser erkennt die Gefahr, die von Frankreich ausgeht: 

„… ach, dieser König! Freundlich und lenksam, nichts von dem starren Eigensinn Friedrichs in ihm, aber dadurch auch jedem Einfluß zugänglich, jeder Einflüsterung. England, man musste mit England gehen, das war für Preußen notwendig! Gegen Frankreich sich stellen, das war Preußens notwendige Politik. Denn was herrschen dort für heillose Zustände! Und solche Zustände greifen um sich wie die Pest. Funkenregen sprüht über den Erdball und steckt den in Brand.“

 Friedrich Wilhelm findet bei der Enke Beratung in politischen Angelegenheiten. Zwischen den Ministern und Beratern des Königs lavierend, rät sie ihm vorsichtig, sich gegen Josef von Österreich und gegen Russland zu wenden, um die deutsche Kaiserkrone zu erringen. Der Gräfin Ingenheim wird Friedrich Wilhelm bald überdrüssig und sucht sich am neu entstehenden Theater mit der Tänzerin Schulsky und der Schauspielerin Baranius Abwechslung, auch macht er der temperamentvollen Gräfin Sofie Dönhoff den Hof. Wilhelmine hängt trotz allem an ihrem König:

„Das war zu verzeihen, wenn es auch erduldet sein wollte Aber seine Seele, sein besseres Ich, seine innere Gemeinschaft, jene Ehe des Herzens, die weit mehr ist als die des Fleisches, die konnte sie nicht jener anderen lassen.“

Die Ingenheim erliegt nach ihrer Entbindung einem Fieber, woraufhin die Enke von den Berlinern als Giftmischerin verleumdet wird. Der König heiratet nunmehr ‚zur linken Hand‘ die Dönhoff. Wilhelmine wird erneut schwanger. Die Ungewissheit, ob das Kind vom König oder von dem verhassten Rietz stammt, mit dem sie aus Dankbarkeit eine Nacht verbracht hat, macht sie unsicher. Später soll sich herausstellen, dass der König der Vater des kleinen Wilhelm ist, aber bis dahin hält die Enke dem Kind gegenüber ambivalent.
Auf politischer Ebene verkompliziert Woellners Religionsedikt, das die Menschen „zur Abkehr von der vormaligen sogenannten ‚Aufklärung‘“ bringen soll. Der König sieht in ihm „den wahren Eifrer im frommen Glauben, den starken Streiter gegen die auch in die Kirchen eingedrungenen Aufklärungstendenzen“. Der König vertraut ihm und dem Quacksalber Bischoffwerder, der ihm Pülverchen reicht, um seine psychischen Kräfte zu stärken. Dieser rät ihm, unter anderen von einer Kriegsführung ab, wobei wenig vorteilhafte Bündnisse geschlossen werden.

Der Tod des geliebten Sohnes Alexander von der Mark treibt den König von der vergnügungssüchtigen Gräfin Dönhoff endgültig zurück zur Enke. Hinzu kommt eine Séance bei Bischoffswerder, bei der eine Erscheinung des toten Sohnes Friedrich Wilhelm bewusstlos werden lässt. Der aus der Ohnmacht Erwachende verlangt ausschließlich nach der Enke, die ihn pflegt und ihm beisteht. Um sie hierfür zu ehren, will der König die Stellung Wilhelmines bei Hof festigen. Er setzt durch, dass sie zur Gräfin Wilhelmine von Lichtenau erhoben und gegen den Willen des Adels bei Hof eingeführt wird:

„Das war die berüchtigte Mätresse, für die der König Unsummen verschwendete, die wie eine Hyäne ihn samt dem Kronschatz verschlang, die ihn mehr kostete an einem Tag, als die übrigen Favoritinnen alle zusammen in einem ganzen Jahr?! Hunderte von blicken, neugierige und noch mehr böswillige, richteten sich auf die Enke, als die Oberhofmeisterin sie vor die Königin führte. […] Aber die reichte der Madame Rietz nur die Fingerspitzen.“

Mit seiner defensiven Politik gegenüber anderen Staaten, insbesondere durch die Wirren der französischen Politik, gerät der König unter Handlungsdruck. Gegen die vorrückenden Franzosen unter General Adam-Philippe de Custine nimmt er Frankfurt ein. Bei ihrem gemeinsamen Aufenthalt in dieser Stadt wird Wilhelmine zum ersten Mal vom Volke angenommen und als Gefährtin des Königs verehrt. Beide genießen die Tage, die von einer Aufführung von Mozarts ‚Die Zauberflöte‘ gekrönt werden.
Die Rückkehr nach Berlin wird überschattet von politischen und sozialen Wirren. Der wachsende Einfluss von Immanuel Kant und dessen Vernunftreligion leert die Kirchen. In dem Kronprinzen Friedrich Wilhelm III. und dessen junger Gemahlin Luise von Mecklenburg-Strelitz erwachsen der Lichtenau heftige Gegner. Von englischer Seite wird an sie ein Bestechungsversuch herangetragen, nämlich gegen Geld Wilhelm zur Kriegsführung zu bewegen, aber sie lehnt dies ab. Der König rechnet ihr dies hoch an.
Die Zuneigung des gutaussehenden englischen Lord Templeton hingegen lässt Wilhelmine Überlegungen anstellen, ob sie diesen Mann heiraten und das ungeliebte Land verlassen soll. Hierzu trägt auch eine ihr zugesandte Schmähschrift des französischen Grafen Mirabeau bei, in der sie einer Dirne gleichgestellt wird und in dem es heißt: „Welches Schicksal ist einem Lande zu prophezeien, worein sich Pfaffen, Schwärmer und Huren teilen?!“. Letztlich zieht Wilhelmine einer Heirat ins Ausland doch den konfliktiven Aufenthalt an der Seite ihres geliebten Königs vor.

Nach einer neuerlichen Schmähung durch den Kronprinzen und Prinzessin Luise flüchtet die Enke nach Italien. Abgesehen von anfänglicher Abweisung am neapolitanischen Hofe genießt sie diesen Aufenthalt sehr. Wie nur selten wird ihr große Bewunderung zuteil:

„Eine italienische Frau hätte es nie gewagt, an ihr Glas zu schlagen und eine Rede zu halten, sie aber tat es, und mit einer Ruhe und Sicherheit, als wenn es so sein müßte, hieß ihre Gäste aufs liebenswürdigste willkommen und sang dann ein Gedicht, das sie selber gedichtet hatte zum Preise Italiens, mit schöner, musikalischer Stimme.“

Unvermittelt kehrt Wilhelmine nach Berlin zurück, als der todkranke König nach ihr verlangt. Neben seinen körperlichen Leiden macht ihm die Teilung Polens zwischen Preußen, Russland und Österreich zu schaffen. Obwohl sich in dieser Situation selbst die alte Königin Friederike mit ihr versöhnt, wird sie vom Kronprinzen weiterhin als Erbschleicherin betrachtet. Direkt nach dem Tod des Königs nehmen die Garden Friedrich Wilhelms III. sie fest und verbringen sie in Festungshaft nach Glogau. Man beschlagnahmt zunächst ihre Habe, allerdings lässt der neue König sie letztlich frei und belässt ihr zahlreiche Güter:

„Man hatte ihr ja auch nichts beweisen können! So sehr die über sie eingesetzte strenge Kommission sich auch bemüht hatte, ihr aus diesem und jenem, aus allem, einen Strick zu drehen. Die Lichtenau machte den Nacken steif, sie besaß noch genug von der stolzen Haltung früherer Tage. ‚Aufgeblasenheit gegen Hohe und Niedere, Hochmut‘ hatte man ihr vorgeworfen; in ihrem früheren Glück hatte sie keinen Hochmut gehabt, jetzt aber hatte sie ihn, er war einer schmerzlichen Menschenverachtung entsprungen.“

Nach zweijähriger Festungshaft wird sie freigelassen und lässt sich in Breslau nieder. Es gelingt ihr, zu ihrem Sohn Wilhelm eine tiefe Bindung aufzubauen. Wilhelmine sorgt sich um die Gefahren durch Napoléon Bonaparte, die der neue junge König, nicht sieht. Größeren Schmerz fügen ihr allerdings die Schmähschriften über ihren Lebenswandel zu:

„Über die Pamphlete, all die gehässig-dummen Anfeindungen noch zu Lebzeiten des Königs, hatte sie mit einem Achselzucken, mit einem verächtlichen Lächeln hinweggehen können; aber daß jetzt gebildete Leute, selbst Geschichtsschreiber, über sie herfielen, unter dem Titel ‚Wahrheit, die lautere Wahrheit!‘ so etwas über sie in die Welt hinausposaunten, das niemals so gewesen war, das nur das triefäugige Weib Verleumdung so verunstaltet hatte, das raubte ihr die innere Ruhe.“

Ein Trost in dieser Zeit ist die Erinnerung an das Band, das sie und Friedrich Wilhelm II. immer verbunden hat:

„Und die Nachwelt [...] würde ihm gerechter werden. Und auch ihr würde sie gerechter sein, gerechter als die Mitwelt es war. Und das tröstete sie.“

## Stoffgeschichte
Das Leben der Enke war schon immer dem Interesse der historischen Forschung sicher und hat zu zahlreichen Schriften angeregt, wozu hauptsächlich die von Viebig selbst genannten Schmähschriften zählen, nämlich das Pamphlet des Grafen Mirabeau, zudem Schriften über das Preußen der damaligen Epoche, in denen die Enke einen zentralen Platz einnimmt: die „Biographie moderne“, „Jahrbücher der preußischen Monarchie“, „Brandenburgische Denkwürdigkeiten“, „Die preußischen Staaten vor und nach dem 16. November 1797“, „Vertraute Briefe“, „Bekenntnisse der Gräfin Lichtenau, ehemaligen Madame Rietz“ und schließlich „Histoire des principaux événements du Règne de Fréd. Guillaume II., Roi de Prusse“ von Ségur, dem ehemaligen französischen Gesandten am preußischen Hof.
Vier Literaten haben sich, mit unterschiedlichen Schwerpunktsetzungen und dichterischen Freiheiten, mit der Enke befasst: 1871 Robert Springer, 1931 Bruno Stümke, 1935 Clara Viebig und 1965 Ernst von Salomon.
Clara Viebig mag auch mit dem Leben der Enke aus den Wanderungen durch die Mark Brandenburg des von ihr verehrten Theodor Fontane bekannt gewesen sein. In dessen Roman „Vor dem Sturm“ ist die Enke positiv dargestellt: „Die Rietz, zu manchem anderen, das sie besaß, hatte gute Laune, scharfen Verstand und ein natürliches Gefühl für die Künste.“
Weitere Romane verweisen darauf, dass der Abfassung dieses Romans eine lange Auseinandersetzung Viebigs mit den Geschehnissen in Deutschland gegen Ende des 18. Jahrhunderts vorangegangen ist.

### Stellung innerhalb von Clara Viebigs Werk
Der Vielgeliebte und die Vielgehaßte ist der letzte Roman, den die nunmehr 75-jährige Clara Viebig nach einer rund vierzig Jahren andauernden literarischen Produktion verfasst. In ihrem Werk, in der Mehrzahl Zeit- und Gesellschaftsromane bzw. -novellen, fallen insbesondere in ihrer späten Phase vermehrt historische Romane auf. Vermutlich war es aufgrund der herrschenden politischen Verhältnisse „unverfänglicher“ gewesen, „sich historischer Stoffe zu bedienen.“
Ereignisse um die Zeitenwende der Französischen Revolution wurden von Clara Viebig, außer in dem vorliegenden Roman, mehrfach aufgegriffen: in „Charlotte von Weiß“ (1930), dem Roman einer Giftmörderin, in „Prinzen, Prälaten und Sansculotten“ (1931), den Geschehnisse um den letzten Trierer Kurfürsten Clemens Wenzeslaus. Auch ist der etwas später spielende Roman „Unter dem Freiheitsbaum“ (1922) zu nennen, in dem die Wirren der französischen Herrschaft im Rheinland und das Schicksal des Schinderhannes gestaltet sind.
Eine Verschränkung ist durch die Bezugnahme auf die gleichen Figuren festzustellen. So gewährt der ‚Vielgeliebte‘ Friedrich Wilhelm II. dem Grafen Artois, finanzielle Mittel, damit der französische Migrant sich am Hofe seines Onkels Clemens Wenzeslaus einrichten kann. In ‚Prinzen, Prälaten und Sansculotten‘ wird tatsächlich das Leben des Grafen Artois am Hofe seines Onkels beschrieben, auch wird sich später Friedrich Wilhelm II. bei seiner Reise in die Kampagne für einige Tage am Koblenzer Hof aufhalten.
Nicht weit entfernt vom Sommersitz der Lichtenau wohnt Viebigs Heldin Charlotte von Weiss. Der Kutscher äußert sich bei der Vorbeifahrt erfreut darüber, dass das ‚das Weib‘ nun in der Festung Glogau sei; später wird ein Vergleich zwischen der Reaktion des Volkes bei der Verhaftung beider Frauen gezogen. Hieraus ist ersichtlich, dass sich Clara Viebig mindestens seit 1929 bzw. dem Beginn ihrer Arbeiten an "Charlotte von Weiss", auch mit dem Stoff um die Enke beschäftigt hat.
Eine geographische Einordnung in Viebigs Werk, das vorwiegend in der Eifel, in Düsseldorf, Posen oder Berlin spielt, lässt dieses Werk in weiterem Sinne zu den Berliner Romanen gehören. Die Stadt bildet allerdings lediglich den Hintergrund für das eigentliche Geschehen und nimmt keine eigene Rolle ein, wie dies insbesondere im Roman „Die vor den Toren“ (1910) der Fall ist.

## Interpretationsansätze
Obwohl "Der Vielgeliebte und die Vielgehaßte" nicht in Clara Viebigs bevorzugtem Milieu der kleinen, benachteiligten Leute spielt, stellt sich Clara Viebig auf die Seite der Enke, die sie als Leidtragende einer Zeitenwende darstellt und die konfrontiert ist mit „einer neuen Epoche bürgerlicher und auch spießbürgerlicher Nüchternheit, die ein Opfer suchte und auch brauchte, um die eigene Tugendhaftigkeit in desto hellerem Glanze erstrahlen zu lassen.“ Die kluge Beraterin des Königs erhält aufgrund der Standesklausel, die in dieser politisch instabilen Zeit besonders streng verteidigt wird, keinerlei Möglichkeit zur Anerkennung. Allerdings schmäht das einfache Volk die Enke noch mehr als ihre adeligen Konkurrentinnen.
In der Familienkonstellation der Enkes lassen sich Bezüge zu Friedrich von Schillers "Kabale und Liebe" feststellen, da die Väter hellsichtig das scheiternde Leben ihrer Töchter vorausahnen, während die Mütter in der Idee eines sozialen Aufstiegs schwelgen und einer Zusammenkunft mit Adeligen alle Wege ebnen. Hier stellt die von Viebig dargestellte Unterzeichnung des Versprechen Friedrich Wilhelms mit Blut einen intertextuellen Bezug zur Paktszene in Johann Wolfgang von Goethes "Faust I" her. In der Tat ist Wilhelmine durch diese Liaison ein Leben lang hin- und hergerissen.
Bei der Betrachtung der Handlungsführung erhält insbesondere die Exposition Lob als „ein kerniger Anfangsauftritt, in dem der große Friedrich um die einstige Verwaltung seines politischen Erbes durch den leichtlebigen, weichen Neffen bangt“. Durch die indirekte Charakterisierung des ungeeigneten Thronfolgers, die dem inneren Monolog des großen Friedrich zu entnehmen ist, ist Clara Viebig eine eindringliche vorwegnehmende Darstellung der kommenden Probleme und der politischen Situation gelungen. Überdies verweist sie mit dem Auftritt der Enke zu Beginn auf deren Direktheit und Beherztheit.
In frühen Werkbetrachtungen ist die mütterliche Seite der Protagonistin hervorgehoben. Clara Viebig wird bescheinigt, sie habe „das tiefgründig Mütterliche dieser starken Geliebten eines schwachen Königs“ freigelegt. Diese Einschätzung ist fraglich, da die Enke an ihren Kindern, besonders an dem vermeintlich von Rietz empfangenen Wilhelm, zunächst wenig mütterlich handelt und ihre ‚mütterliche Sorge’ sich eher auf den König bezieht.

### Historische Biographie und verdeckte Schreibweise
Die literarische Technik des ‚verdeckten Schreibens‘ wurde gerne in totalitären Systemen verwendet, um eine Möglichkeit auszuschöpfen, an der Zensur vorbei eine Textbedeutung zu transportieren, die nicht im Sinne des Regierenden war. Technisch wir räumliche Nähe durch Ferne ersetzt, oder es werden historische Ereignisse geschildert, deren Parallelen zum Zeitgeschehen von dem Leser erkannt werden können.
Mit der Abfassung von historischen Biographien steht Clara Viebig zu Beginn der 1930er Jahre im Trend der Zeit, der jedoch dahin geht, „große vorbildliche Gestalten des humanistischen Ideals als Beispiele, als lebendige, wiedererweckte Vorläufer der großen aktuellen Kämpfe“ zu zeichnen. Viebig hingegen nimmt sich einer Verfemten an und verfasst ein Werk, das eher eine „unpreußische Episode“ repräsentiert. Weder Friedrich Wilhelm II., der schwache und degenerierte Genussmensch, noch der verbitterte, ungeliebte Friedrich entsprechen der Gestaltung eines großen Vorbildes.
Insbesondere entspricht die defensive Politik Friedrich Wilhelms II. nicht dem zeitgenössischen Ruf nach mehr Lebensraum für das deutsche Volk, wenn gesagt wird: „Diese zweite Teilung Polens widerstrebte ihm: wie kam man dazu, ein Land so aufzuteilen, bloß weil es schwach war?“ Mit dieser Aussage „disqualifiziert sich dieser König als ‚zeitgemäßer‘ Heilsträger von selbst“. Insofern nutzt Clara Viebig den Trend der biographischen Darstellung zur Dekonstruktion der herrschenden Ideen über die Vorbildhaftigkeit der Herrschenden.

## Publikations- und Rezeptionsgeschichte
Es ist nicht selbstverständlich, dass man Clara Viebigs letzten Roman im Jahr 1935 publiziert, da ihre Ehe mit Fritz Cohn missbilligt wird und „die Ehepartnerin eines Juden nicht der Reichsschrifttumskammer angehören darf“. Diese Mitgliedschaft ist aber Voraussetzung für eine Veröffentlichung. Offenbar erhält die noch immer populäre Schriftstellerin eine „seltene Vergünstigung“, die sie ein letztes Mal nutzt.
Die direkten Pressereaktionen und Rezensionen auf den Altersroman der Viebig erscheinen in ihrer Vielfalt und Kontroversität als ein Spiegel des politischen Umfeldes. Zum einen bescheinigt man ihr „gründliche Geschichtskenntnis“, präzise historische Recherchen über eine Romanze, welche noch nie „so ergreifend und wahr geschildert worden“ sei. Man lobt, sie habe „ein bemerkenswertes Bild des geschichtlichen und gesellschaftlichen Geschehens am preußischen Hofe jener Zeit“ geschaffen, das „durch diese Verbindung menschlichen Schicksals mitbedeutungsvollem Zeitereignis […] besonderen Reiz und besondere Bedeutung“ gewinne. Viebig stelle das tragische Leben einer außergewöhnlich begabten Frau am Vorabend der Französischen Revolution dar.
Andererseits wird der Autorin die Verdrehung der historischen Wahrheit und Belanglosigkeit vorgeworfen. Viebig gewinne „weder diesem nichtssagenden König, noch seiner belanglosen Geliebten eine Seite ab, die zu einem literarischen Einsatz oder zu einer Ehrenrettung berechtigen könnte.“ Auch wird das Fehlen großer politischer Linien kritisiert.
Nachdem im Jahr 1935 eine erste und zweite Auflage mit je 4.000 und 2.000 Exemplaren bei der Deutschen Verlagsanstalt in Stuttgart erscheint, verebbt zunächst das Interesse an dem Roman. Erst in den 1990er Jahren erwacht im Zuge einer Clara-Viebig-Renaissance wieder das Interesse an dem Werk. 1985 verlegt der Düsseldorfer Erb Verlag das Buch, gestattet der Rhein-Zeitung Koblenz den Abdruck in Fortsetzungen und 1988 dem Verlag Droemer Knaur eine weitere Taschenbuchauflage.
Im Jahr 2015 werden Auszüge aus dem Roman, unter verschiedenen thematischen Gesichtspunkten ausgesucht, veröffentlicht.

### Ausgaben
- 1935: 1. Aufl. und 2. Aufl. 5.–6. Tsd., Stuttgart: DVA [287 S.].
- 1985: Düsseldorf: Erb [204 S.]
- 1985: Roman in 42 Fortsetzungen, in: Rhein-Zeitung Koblenz Nr. 239–281, vom 15.10.–05.12.1985.
- 1988: München: Droemer Knaur [204 S.].
- 2015: Auszug, in: Clara Viebig Lesebuch, zusammengest. v. Bernd Kortländer, Köln: Nyland (126–129).
- 2015: Auszug, in: Fuchs, Guido: Tadzios Brüder – Der „schöne Knabe“ in der Literatur, Hildesheim: Fuchs 2015 (236–238).